# John Baldacci
John Elias Baldacci (født 30. januar 1955) er en amerikansk politiker for det demokratiske parti. Han var den 73. guvernør i delstaten Maine i perioden 2003 til 2011, hvor han blev afløst af republikaneren Paul LePage. Baldacci var før dette repræsentant i Kongressen fra Maines 2. distrikt.